# المظفر عمر بن شاهنشاه بن أيوب
الملك المظفر تقي الدين عمر بن الأمير نور الدولة شاهنشاه بن نجم الدين أيوب أحد الأمراء الأيوبيين، وابن أخ مؤسس الدولة الأيوبية صلاح الدين بن أيوب، صاحب حماة وحرَّان والرُها وغيرها من بلاد الشام. استنابه عمه صلاح الدين على مصر عدة مرات أثناء قتال الصليبيين بالشام، وكان تقي الدين عمر يرى نفسه أحق العائلة الأيوبية بخلافة عمه صلاح الدين، وهذا الطموح دفع عمه صلاح الدين لأن يتغير عليه، حتى همّ تقي الدين باللحوق بمملكة قراقوش وبوزبا غلمان صلاح الدين الذين كونا مملكة بأطراف المغرب، ولكن الفقيه عيسى الهكاري أثناه عن ذلك فعاد تقي الدين عمر لخدمة عمه واشترك معه في فتح بيت المقدس. لم تتوقف طموحات تقي الدين عمر عندما ولاه عليه عمه من الشام، فسعى لتوسيع ملكه، وتوجه بنظره إلى خلاط وملاذكرد من أعمال الجزيرة الفراتية وحاصرهما وكاد أن يأخذهما، لكنه توفي في 19 رمضان 587 هـ الموافق 16 أكتوبر 1191م.